# Сан-Джуліано-дель-Санніо
Сан-Джуліано-дель-Санніо (Сан-Джуліано-дель-Санньйо, італ. San Giuliano del Sannio) — муніципалітет в Італії, у регіоні Молізе,  провінція Кампобассо.
Сан-Джуліано-дель-Санніо розташований на відстані близько 185 км на схід від Рима, 14 км на південь від Кампобассо.
Населення — 1033 особи (2014).
Щорічний фестиваль відбувається 9 травня. Покровитель — святий Миколай.

## Демографія
Населення за роками:

Станом на 1 січня 2023 року в муніципалітеті офіційно проживали 42 іноземці з 12 країн, серед них 4 громадяни країн Євросоюзу та 5 громадян України.

## Сусідні муніципалітети
- Черчепіккола
- Гуардіареджа
- Мірабелло-Саннітіко
- Сепіно
- Вінк'ятуро